# Чапарріто (Техас)
Чапарріто (англ. Chaparrito) — переписна місцевість (CDP) в США, в окрузі Старр штату Техас. Населення — 142 особи (2020).

## Географія
Чапарріто розташоване за координатами 26°20′27″ пн. ш. 98°44′7″ зх. д. / 26.34083° пн. ш. 98.73528° зх. д. (26.340817, -98.735352).  За даними Бюро перепису населення США в 2010 році переписна місцевість мала площу 0,25 км², уся площа — суходіл.

## Демографія
Згідно з переписом 2010 року, у переписній місцевості мешкало 114 осіб у 32 домогосподарствах у складі 28 родин. Густота населення становила 456 осіб/км².  Було 39 помешкань (156/км²).
Расовий склад населення:
| - 96,5 % — білих - 3,5 % — осіб інших рас |

До двох чи більше рас належало 0,0 %. Частка іспаномовних становила 100,0 % від усіх жителів.
За віковим діапазоном населення розподілялося таким чином: 40,4 % — особи молодші 18 років, 49,1 % — особи у віці 18—64 років, 10,5 % — особи у віці 65 років та старші. Медіана віку мешканця становила 24,5 року. На 100 осіб жіночої статі у переписній місцевості припадало 70,1 чоловіків;  на 100 жінок у віці від 18 років та старших — 78,9 чоловіків також старших 18 років.
Цивільне працевлаштоване населення становило 0 осіб. 